# Steve Huxley
Steve Huxley (Liverpool, 1950-Barcelona, 29 de octubre de 2015) fue un profesor de origen británico afincado en Cataluña que se reconvirtió a empresario cervecero y es considerado el padre de la cerveza artesana en España.

## Trayectoria
Con formación en lenguas clásicas, Huxley dedicó gran parte de su vida al mundo de la cerveza artesana. En 1968, estando en la universidad con una beca, elaboró su primera cerveza. Tiempo después, en 1993 y ya establecido en España, Huxley abrió en el barrio de Gracia su primer establecimiento, la Barcelona Brewing Company. En aquel local fue donde empezó a elaborar Iberian, la primera cerveza producida y comercializada en una microcervecería de la ciudad.
En ese primer negocio, Huxley empezó a convertirse en un referente de la elaboración de cerveza entre el público más amateur. Y, a partir de aquel momento, impartió cursos y dio muchas conferencias y charlas sobre la cerveza artesana, dando apoyo a un sector que estaba empezando a surgir en Cataluña. Con esta experiencia de divulgación, en 2005 publicó el libro La cerveza... poesía líquida. Un manual para cervesiáfilos, que se ha convertido en el manual de referencia para la elaboración de la cerveza artesana.
En 2012, abrió en la Cervecería Jazz la Steve Beer’s Academy, la primera escuela para productores de cerveza.
En octubre de 2015, Huxley falleció en Barcelona, donde residía desde los años 80, a causa de un cáncer.

## Reconocimientos
El Barcelona Beer Festival (BBF) creó el Premio Steve Huxley en su octava edición, celebrada en 2019. El objetivo de este premio es hacer un reconocimiento a profesionales del sector que destaquen por su trayectoria y que hayan realizado alguna aportación importante en el desarrollo de la cerveza artesana en España. Con un jurado de 90 profesionales del sector cervecero, en su primera edición se concedió este galardón a Carlos Rodríguez de la cervecera Ales Agullons del Alto Panadés.

## Obra
- 2005 – La cerveza... poesía líquida. Un manual para cervesiáfilos. Ediciones Trea. La Comida de la Vida. ISBN 9788497042321.[11]
- 2011 – The Oxford Companion to Beer. Coordinado por Garrett Oliver. Oxford University Press. ISBN 978-0195367133.[12]